# リーデン・アム・フォルゲンゼー
リーデン・アム・フォルゲンゼー (ドイツ語: Rieden am Forggensee) は、ドイツ連邦共和国バイエルン州シュヴァーベン行政管区のオストアルゴイ郡に属す町村（以下、本項では便宜上「町」と記述する）で、ロスハウプテン行政共同体を構成する自治体の一つである。

## 地理
リーデン・アム・フォルゲンゼーはアルゴイ地方のレヒ川の堰止め湖であるフォルゲン湖沿いに位置し、長さ8kmの堤で湖と接している。

### 自治体の構成
この町は、公式には6つの地区 (Ort) からなる。このうち小集落や孤立農場などを除く集落を以下に列記する。
- ディートリンゲン
- オスターライネン
- リーデン・アム・フォルゲンゼー

## 歴史
リーデン・アム・フォルゲンゼーはアウクスブルク司教領に属した。1803年の帝国代表者会議主要決議によりこの町はバイエルン領となった。バイエルンの行政改革に伴う1818年の市町村令によって現在の自治体が成立した。

### 人口推移
- 1970年 794人
- 1987年 991人
- 2000年 1,161人

## 行政
町長はアンドレアス・ハウク (Freie Dorfgemeinschaft) である。

## 経済と社会資本
- リーデン・アム・フォルゲンゼー基礎課程学校

## 引用
1. ↑  https://www.statistikdaten.bayern.de/genesis/online?operation=result&code=12411-003r&leerzeilen=false&language=de Genesis-Online-Datenbank des Bayerischen Landesamtes für Statistik Tabelle 12411-003r Fortschreibung des Bevölkerungsstandes: Gemeinden, Stichtag (Einwohnerzahlen auf Grundlage des Zensus 2011)
2. ↑  Bayerische Landesbibliothek Online